# Bărăganu
Bărăganu – wieś w Rumunii, w okręgu Konstanca, w gminie Bărăganu. W 2011 roku liczyła 1078 mieszkańców.